# Erythridula bitincta
Erythridula bitincta är en insektsart som först beskrevs av Mcatee 1926.  Erythridula bitincta ingår i släktet Erythridula och familjen dvärgstritar. Inga underarter finns listade i Catalogue of Life.